# Apollon a Venuše s malým Kupidem (Lysá nad Labem)
Nejstarší sochy v zámeckém parku v Lysé nad Labem jsou Apollon a Venuše s malým Kupidem. Nalezneme je na horní terase na začátku středního schodiště. Obě díla jsou orientovány čelem k východnímu křídlu zámku. Sochy jsou zhotoveny z jemnozrnného pískovce nazelenalé barvy. Autor nám je dnes neznámý. Vznik soch římských bohů se datuje kolem roku 1696. Sochy jsou zhotoveny v životní velikosti. Jedná se o raně barokní díla. Soubor soch je součástí památkově chráněného zámeckého areálu.
Originály těchto soch dnes v zámecké zahradě nenalezneme. Kvůli špatnému stavu byly přestěhovány na jiné místo. V roce 2002 došlo díky investici vlastníka, města Lysá nad Labem, k nahrazení těchto nejstarších soch kopiemi.

## Socha Apollona
Apollóna, boha slunce, představuje mladý muž. Oblečen je do pláště, jenž má uvázaný přes své boky tak, aby zakryl partii klína. Pravou rukou se opírá o luk, u kterého sedí pes. Za jeho levým bokem, můžeme spatřit pouzdro na šípy.

## Socha Venuše s malým Kupidem
Venuše je vysochána jako mladá žena. Oděna je do volných letních šatů, které si levou rukou přidržuje. Pravou rukou poté hladí malého Kupida, boha lásky a vášně. Ten se svou levou rukou přidržuje zřasených šatů bohyně lásky a krásy.

## Fotogalerie

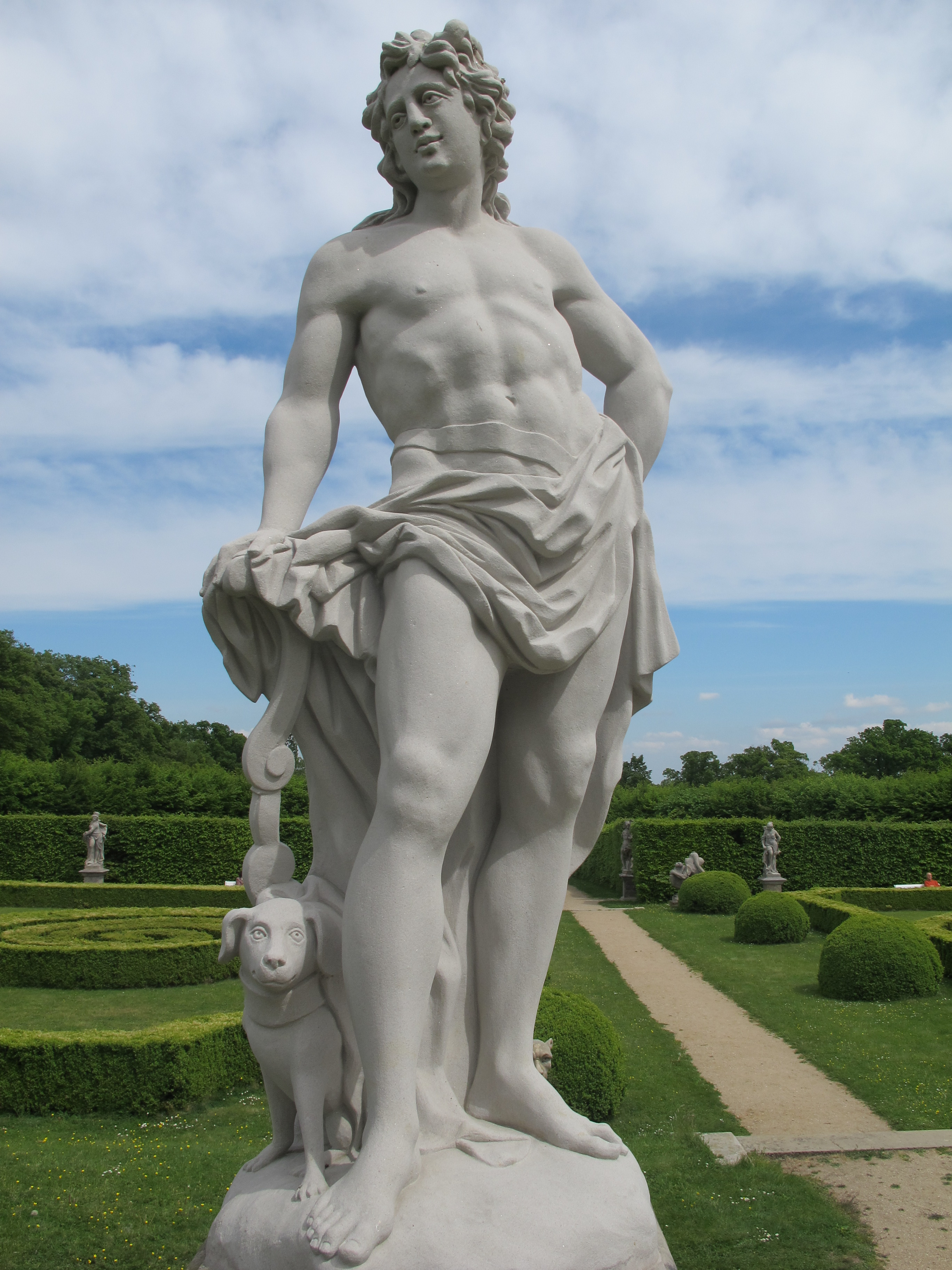
Socha Apollona.
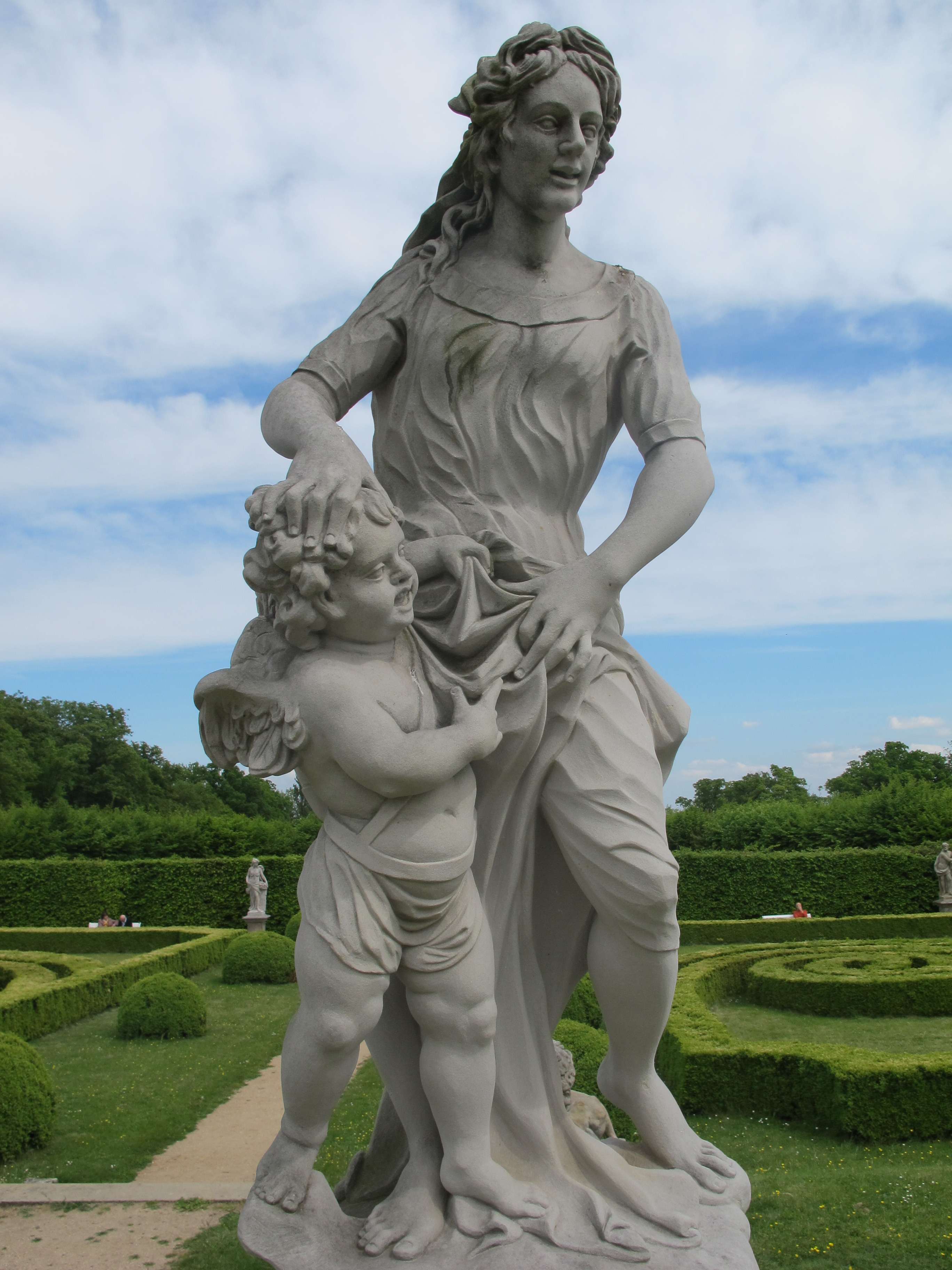
Socha Venuše s Kupidem.